# Список умерших в 1182 году
В этой статье представлен список известных людей, умерших в 1182 году.
См. также: Категория:Умершие в 1182 году

## Январь
- 4 января — Фридрих I — граф Бренны (1156—1182)
- 13 января — Агнесса Австрийская (1154—1182) — королева-консорт Венгрии (1168—1172), жена Иштвана III, герцогиня-консорт Каринтии (1173—1181), жена Германа.

## Февраль
- 6 февраля — Валентин[нем.] — епископ Праги (1180—1182)

## Май
- 12 мая — Вальдемар I Великий — король Дании (1157—1182), король Ютландии и герцог Шлезвига (1147—1157)
- 16 мая — Иоанн Комнин-Ватац — византийский генерал и повстанческий лидер.

## Июнь
- Папарески, Чинцио — кардинал-дьякон Сант-Адриано (1158—1172), Кардинал-священник Санта-Чечилия-ин-Трастевере (1172—1182)

## Июль
- 4 июля — Ольга Юрьевна, суздальская княжна, дочь Юрия Долгорукого, и галицкая княгиня, жена (с 1150 года) князя Ярослава Осмомысла.
- 24 июля — Поликарп Печерский, преподобный Русской православной церкви, архимандрит Киево-Печерского монастыря.
- 25 июля — Мария Булонская — графиня Булони (1159—1170). Умерла после отречения в монастыре.
- 26 июля — Уолтер[англ.] — епископ Рочестера (1148—1182)
- Мария Комнина (Порфирородная) — старшая дочь византийского императора Мануила I Комнина, участница политической борьбы, вероятно, отравлена.

## Август
- 1 августа — Пьетро, католический церковный деятель.

## Сентябрь
- 10 сентября — Генрих I (65) — граф Гельдерна (1131—1182), граф Цютфена (1138—1182). Присоединил Цютфен к Гелдерну.
- 17 сентября — Мизо, Пьетро ди — кардинал-дьякон Сант-Эустакьо (1158—1165/1166), кардинал-священник Сан-Лоренцо-ин-Дамасо (1165/1166—1182)

## Октябрь
- 6 октября — Ричард Печ[англ.] — епископ Ковентри (1161—1182).
- 8 октября — Конрад II — герцог Мерании (1159—1182).
- 12 октября — Гомес Гонсалес де Мансанедо, кастильский магнат, Майордом Королевства Кастилия (1157—1158 и 1973), Майордом Королевства Леон (1164—1165).

## Ноябрь
- 29 ноября — Генрих I Брюссельский[нем.] — епископ Любека (1172—1182).

## Декабрь
- 18 декабря — Гуго II, пфальцграф Тюбингена.

## Дата неизвестна или требует уточнения
- Ахмад ар-Рифаи — суфийский учитель, основатель ордена рифаитов.
- Томас Бассет I, английский землевладелец, шериф Оксфордшира (1163—1164), барон казначейства (1169—1181), юстициарий Южной и Западной Англии (1175 и 1179—1181).
- Бернард Сен-Бертенский — святой римско-католической церкви[1].
- Богумил Гнезненский — епископ Гнезно (1167—1170), святой римско-католической церкви[2].
- Вальтеоф — граф Лотиана, первый граф Данбар (1166—1182).
- Гонарио II, судья (юдик, giudice) Торреса (1127/1128—1153).
- Кирилл Туровский — церковный деятель и писатель Древней Руси, епископ Турова, святой Русской церкви.
- Мария Антиохийская — императрица-консорт Византии (1161—1180), жена Мануила I Комнина, регент Византии (1180—1182), казнена.
- Матье Анжуйский, католический церковный деятель.
- Одинель II де Умфравиль, английский аристократ, феодальный барон Прадо.
- Ришар[фр.] — епископ Авранша (1171—1182)
- Роберт III[англ.] — последний граф Лорителло (1154—1182), граф Конверсано (1138—1182)
- Сонам Цземо[англ.] — буддистский духовный лидер и учитель, второй из пяти почитаемых высших мастеров Сакья.
- Сунь Буэр, основательница подшколы Циньцзинпай (Школа Ясности и Покоя) в даосской школе Цюаньчжэнь, входит в Семь Совершенных Людей — семь учеников Ван Чунъяна.
- Фудзивара-но Атсуёри[фр.] — японский поэт
- Фудзивара-но Киёко[англ.] — императрица-консорт Японии (1130—1141), жена Императора Сутоку
- Чжао Бо-цзюй — китайский художник
- Этериано, Уго — кардинал-дьякон Сант-Анджело-ин-Пескерия (1182)